# 米靈頓鎮區 (密歇根州)
米靈頓鎮區（英語：Millington Township）是位於美國密歇根州土斯科拉縣的一個行政鎮區。

## 地方資料
米靈頓鎮區的面積為93.30平方千米，當中陸地面積為92.70平方千米，而水域面積為0.60平方千米。根據2020年美國人口普查的數據，當地共有人口4246人，而人口密度為每平方千米45.51人。